# Мери Хорнер Лајел
Мери Хорнер Лајел (Лондон, 9. октобар 1808 — Лондон, 24. април 1873) била је конхолог и геолог. Била је удата за чувеног британског геолога Чарлса Лајела и помагала му у његовом научном раду. Она сама никада није постала широко позната, иако историчари верују да је вероватно дала велики допринос раду свог мужа. Њен познати самостални рад укључује студије на Канарским острвима, у којима је проучавала копнене пужеве 1854. године.

## Биографија
Мери Елизабет Хорнер је рођена у Лондону 1808. Била је најстарија од шест ћерки Леонарда Хорнера, професора геологије и реформатора образовања који је предавао у Енглеској и Немачкој, а такође је био и председник Геолошког друштва у Лондону 1846. и 1860. Леонард Хорнер је желео да сва његова деца буду добро образована и ангажовао је личне учитеље за своју децу.
Мери је имала велики таленат за учење различитих језика и била је полиглота. Могла је да говори и пише на француском, немачком, холандском, шпанском и шведском, што јој је користило за комуникацију са другим геолозима и књижевним личностима.
Једна од Мериних сестара била је Франсис Џоана Банбери. Била је супруга сер Чарлса Џејмса Фокса Банберија који је такође био ботаничар и геолог. Користећи квалитетно образовање, све Мерине сестре су писале своја оригинална дела или су радиле преводе  немачких/италијанских чланака. Међутим, из неког непознатог разлога, Мери није ништа објавила.
Мери је постала конхолог и геолог, док је њена млађа сестра Катарина постала ботаничарка.
Године 1832, са 23 године, удала се за Чарлса Лајела (1787-1875), коме је њен отац претходно предавао геологију. Са супругом је делила не само љубав према геологији, већ и љубав према књижевности и пријатељске везе у свету књижевности. Маријина сестра Кетрин се удала за млађег брата Чарлса Лајела, Хенрија.
Умрла је 1873. док је боравила у Лондону, само две године пре смрти свог мужа. Утврђено је да је кратка болест узрок њене изненадне и непредвиђене смрти.

## Каријера
Мери и Чарлс Лајел су били научни партнери; пратила га је на путовањима и помагала му је скицирајући геолошке цртеже, пакујући њихову одећу, опрему и примерке, каталогизирајући њихове колекције, учећи шпански и шведски поред њених говорних језика француског и немачког како би помогла у комуникацији, и деловала као писар када му је у каснијим годинама опао вид. Чарлс се ослањао на њу да му помогне да пронађе и каталогизира узорке, да напише геолошке радове и припреми предавања. Мерине скице и слике  укључивале су изданке, геолошке структуре и пресеке које су она и њен муж пронашли. Дала је значајан допринос чувеној књизи свог супруга „Принципи геологије“.
Радила је широм света, од висоравни Шкотске, Енглеске, Централне Европе (долине Рајне и Роне), Швајцарске, Северне Италије, Данске, Шведске, Норвешке и разних области Северне Америке, укључујући Мисисипи, Охајо, Џорџију, Нову Енглеску и Нову Шкотску, и на крају Мадеиру и Канарска острва. Најпознатија је по свом научном раду из 1854. године, где је проучавала своју колекцију копнених пужева са Канарских острва. Ова студија је била упоредива са студијом Чарлса Дарвина о птицама и корњачама на острвима Галапагос.
Мери је сакупљала и проучавала шкољке, специјализована за шкољке мекушаца. Каталогизирала је више од 36 кутија фосилних шкољки које су она и Чарлс донели из САД 1842.
Имала је велики удео у дискусијама о еволуцији Чарлса Лајела и Дарвина. Такође је снабдевала Дарвина разним примерцима, као што су шкољке, о којима би заједно расправљали у писмима. Такође је слободно разговарала о геолошким феноменима са другим познатим научницима и њиховим супругама, као што су Гидеон Мантел, Томас Хенри Хаксли, и Луис Агасис и његова друга жена Елизабет, која је била природњак.
Мери се бавила "геолошком политиком". Године 1873. катедра за геологију на Универзитету Кембриџ постала је упражњена, тако да је служила као менаџер кампање за кандидата, Томаса Мекенија Хјуза, који је био референт за геодезију у Геолошком заводу. Мекени је победио и служио на тој позицији 44 године, али је нажалост она умрла убрзо након тога. Геолог Родерик Марчисон је приметио њено присуство на посебним састанцима Лондонског геолошког друштва и јасно је да је имала велико интересовање и да је добро разумела геологију.
Чарлс Дарвин је похвалио Мери и описао је као „споменик стрпљења“ у сарадњи. Американци су је чак толико волели да јој је омаж објављен у Бостон Дејли Адвертајзеру у којем је писало: „Постоје многа срца у Сједињеним Државама која ће бити тужна због смрти ове дивне жене... У сваком делу стекла је топле и трајне пријатеље... Снага и љупкост били су њени, и једно и друго...” Због њене огромне љубазности и саосећања, чак је и Бостон Дејли Адвертајзер објавио признање у част њеног живота.

## Историјски контекст
Иако је Мери Хорнер Лајел имала адекватна знања из области геологије, други геолози њеног времена нису гледали са истом пажњом на њен рад. Ово ће касније поновити и историчари. Међутим, упркос томе, она је урадила знатан обим рада и истраживања. Најважније је било њено путовање на Канарска острва да проучава копнене пужеве. Њено геолошко знање и рад би је учинили успешним геологом да није била ограничена на друштвене и родне норме свог времена.
Због друштвених ограничења са којима се Мери Хорнер Лајел суочила због тога што је жена, велики део њеног рада није повезан са њеним именом. Да је истраживала у савременијем времену, њен рад би могао да остане сопствени, а не да се споји са Чарлсовим именом и делом. У писму које је написао Чарлс Лајел, он се позива на математичарку Мери Сомервил и наводи „да је наша пријатељица госпођа Сомервил била удата за неког математичара, никада не бисмо  чули за њен рад. Она би га спојила са радом свог мужа и издали би га као његов“. Историчари верују да је овим речима вероватно мислио на своју жену Мери, спајајући њено дело са својим.
Године 1833. Хорнер Лајел је била снажан заговорник права жена да похађају предавања на Кингс колеџу у Лондону. Чарлс Лајел је ово дозволио и открио да су половину његових предавања од 250 присутних чиниле жене. Године 1870. присуствовала је састанку чланова и присталица Националног друштва за женско право гласа на којем се обратила Милисент Фосет, присуствовала је и њена сестра, Елизабет Герет Андерсон. Затим је 1871. Савет за друштво уметности основао је комисију за промовисање бољег образовања жена свих класа и Лајел је седела у овом одбору.

## Писма
Мери Хорнер Лајел је често читала књиге, цртала слике и писала писма за свог мужа Чарлса због његовог слабог вида. Написала је десетине писама пријатељима, породици и колегама, у којима је детаљно описивала свакодневни живот ње и њеног супруга, као и њихов рад. Њена писма описују и њихово геолошко путовање кроз Норвешку 1837. године, у коме су детаљно описани сусрети са разним професорима геологије и биолозима, као и посао који су обављали током својих путовања.
Због познавања неколико језика Мери је била  у могућности да се дописује и преводи писма европских професора, што је вероватно омогућило њој и њеном мужу да наставе своја истраживања и стекну даље везе у научној области.
Хорнер Лајел се такође дописивала са Дарвином. У својим писмима говоре о шкољкама и узорцима шкољки које је она дала Дарвину, као и о шкотским долинама, а у другом писму он од ње тражи преводе текстова са шведског на енглески језик, који је покушавао да учи, проширујући преводилачке способности Мери Хорнер Лајел изнад способности њеног мужа.
Такође се дописивала са америчким личностима као што су просветитељ, природњак и писац Елизабет Агасиз о глацијској геологији Јужне Америке и са лекаром, политичарем и природњаком Вилијамом Прескотом.

## Почасти
Кратер на планети Венери назван је Хорнер у њену част.